# Джефф Монсон
Дже́ффрі Ві́льям Мо́нсон (англ. Jeffrey William Monson, 18 січня 1971, Сент-Пол, Міннесота, США) — російський політик. Депутат міської думи Красногорська з 9 вересня 2018 року.
Греплер, борець бразильського дзюдзюцу, боєць змішаного стилю і боксер. Чемпіон світу з греплінгу у напівважкій (1999 рік) та важкій (2005 рік) ваговій категорії за версією ADCC. Дворазовий чемпіон світу з греплінгу у важкій ваговій категорії за версією FILA (2008, 2012 роки). Чемпіон світу з бразильського дзюдзюцу без ґі у вільній ваговій категорії за версією IBJJF. Срібний призер чемпіонату світу з греплінгу у напівважкій (2000 рік) та важкій (2001 рік) ваговій категорії за версією ADCC. Срібний призер чемпіонату світу з бразильського дзюдзюцу без ґі у важкій ваговій категорії за версією IBJJF. Бронзовий призер чемпіонату світу з греплінгу у важкій ваговій категорії за версією ADCC (2009 рік).
Монсон був вшанований премією «Греплер року» за версією профільного видання «On The Mat» у 2004 та 2009 роках.

## Біографія
Джеффрі Монсон народився 18 січня 1971 року в місті Сент-Пол у Сполучених Штатах Америки. Частину дитинства провів у Гамбурзі, Німеччина, разом з батьком. З юнацьких років займався спортом, а саме різними стилями боротьби. Вищу освіту Монсон отримав в Мінесотському університеті, де вивчав психологію. Монсон — магістр психології. Декілька років Джефф працював за прямим фахом (діагностика кризових станів), а також був сімейним та дитячим консультантом. У подальшому він цілком присвятив себе спорту.
В 2015 році Монсон заявив про бажання мати російське громадянство; у грудні 2015 року було схвалено надання громадянства і надано наказом президента Росії Володимира Путіна 28 травня 2018 року.

## Греплінг
У греплінг Монсон прийшов з якісною базою у боротьбі: він займався греко-римською, вільною та американською боротьбою, займав призові місця і перемагав на турнірах з цих видів боротьби у західних штатах США.
З кінця 1990-х років Джефф Монсон бере регулярну участь у змаганнях з греплінгу. Його професійна і любительська кар'єра включає десятки матчів із зірками греплінгу. Монсон виступав під егідою найпрестижніших федерацій світу: ADCC, FILA, IBJJF.

### ADCC
У турнірах чемпіонату світу з греплінгу за версією ADCC Джеффрі Монсон бере регулярну участь майже з часу заснування федерації. Його дебют на світовій греплерській арені відбувся на другому в історії чемпіонаті ADCC, 1999 року в Об'єднаних Арабських Еміратах. Монсон виступав у напівважкій ваговій категорії (до 99 кг). В числі його перших здобутків перемога на Роберту Травіном та Саулу Рібейру, і, як результат — золота медаль. Саме на цьому чемпіонаті Джефф Монсон заробив своє прізвисько «Сніговик». Це прізвисько йому дали бразильські греплери, яким великий американець із виразно білою шкірою, який у боротьбі легко перекочувався по матах, нагадував сніговика.
Наступного року Джефф завоював на ADCC срібну медаль. Він поступився у фіналі Рікарду Ароні за очками, посівши друге місце. На шляху до фіналу Монсон переміг, в числі інших, чемпіона UFC Метта Х'юза, за очками. У вільній вазі Джефф не пройшов одну восьму турніру.
У 2001 році Монсон перейшов на одну категорію вище, у важку вагу (понад 99 кг). Тут він також досягнув значного успіху, але не зразу. З першої спроби у новій для себе ваговій категорії Джефф посів почесне друге місце, поступившись у фіналі Марку Робінсону.  А от на чемпіонаті 2003 року, в Бразилії (ADCC вперше залишила Емірати), Монсон не зміг зайняти призове місце, поступившись у чвертьфіналі Марсіу Крусу за очками.  У вільній же вазі, у другому спільному матчі, Монсона переміг Саулу Рібейру.
У 2005 році Монсон вдруге здобув «золото» на ADCC. У фінальних сутичках Джефф переміг Ґабріела Ґонзаґу та Фабрісіу Вердума, обох за очками.
На чемпіонаті  2009 року, в Іспанії, Монсон дійшов до півфіналу, де поступився Роберту Абреу за рішенням рефері, але у боротьбі за «бронзу» переміг Саулу Рібейру за очками.  Невдовзі, Рібейру оголосив про завершення кар'єри. Традиційно, Монсон виступив і у вільній ваговій категорії чемпіонату, але не пройшов однієї восьмої турніру, де його переміг Гуннар Нельсон, легший за «Сніговика» на 30 кг.
У 2011 році на черговому чемпіонаті світу Монсон у чвертьфіналі турніру у важкій вазі вдруге зустрівся з Фабрісіу Вердумом, якому цього разу програв підкоренням (больовим прийомом на руку). У вільній вазі, на цьому ж чемпіонаті, Монсон був дискваліфікований на етапі однієї восьмої турніру. Офіційна причина: змащення шкіри.

### FILA
У 2007 році Джефф Монсон вперше виступив у змаганнях з греплінгу за правилами FILA. Федерація проводила змагання з греплінгу в ґі та без нього. Монсон, який традиційно виступав без спеціальної уніформи, обрав категорію «без ґі», де і виступав всю кар'єру. Вигравши відбірковий турнір за національну першість у США, він отримав допуск на міжнародний турнір на «Всесвітніх іграх з боротьби», що проходив під егідою FILA в Анталії, Туреччина. Цей турнір, що став предтечею чемпіонату світу, Монсон виграв.
У 2008 FILA організувала свій перший чемпіонат світу. Там «Сніговик» виборов титул чемпіона світу ще й за версією FILA. У фінальному матчі Монсон переміг майбутнього чемпіона Брендона Руїса.
Відбірковий турнір у Сполучених Штатах, що передував наступному чемпіонату світу, Монсон також виграв, але у самому ЧС-2009 участі не брав. На заміну йому вийшов вищезгаданий Руїс, і завоював другу срібну медаль.
У 2011 році FILA проводила Гран-прі Мартіньї з греплінгу. На цьому турнірі Монсон посів друге місце у важкій вазі.
У 2012 році Монсон вдруге здобув «золото» на чемпіонаті світу, при цьому виступив лише по двох днях після складного бою за правилами MMA у Москві.

### IBJJF
З 2007 року федерація IBJJF проводить додатковий залік із бразильського дзюдзюцу без ґі — це де-факто греплінг. Джефф Монсон лише раз брав участь у чемпіонаті світу з цієї дисципліни, саме 2007 року, і зайняв одразу два призових місця серед майстрів рівня чорного поясу: перше у вільній ваговій категорії, і друге у важкій.
Крім участі у престижних чемпіонатах світу, Монсон також вигравав менш рейтингові турніри з греплінгу, такі як «NAGA», «Grapplers Quest» тощо.

## Бокс
У 2004 році Джефф Монсон тричі випробував свої сили у професійному боксі. Провів три поєдинки, два з яких виграв технічним нокаутом, один звів внічию. Суперники Монсона не мали позитивної боксерської статистики на момент зустрічі з ним.

## Змішані бойові мистецтва
Монсон розпочав професійну кар'єру у змішаних бойових мистецтвах у 1997 році. Перші роки його професійний рекорд поповнюється не лише перемогами, а й частими поразками: ще недосвідчений майбутній «Сніговик» навіть двічі програв підкоренням. Серед тих, хто записав собі в актив перемоги над молодим Монсоном є й майбутні чемпіони світу: Чак Лідделл, Рікко Родрігес та Форрест Гріффін. Невдалим був і перший період виступів під егідою UFC — найпрестижнішої організації, з числа тих, де змагався Джефф Монсон.
У 2003 – 2005 роках Монсон успішно виступав у нижчих лігах, і досягнув особистого рекорду 20-5-0, в тому числі 13 перемог поспіль. З такими досягненнями бійця вдруге запрошують в UFC. Там Джефф здобув ще три перемоги, в тому числі й над Марсіу Крусом — греплером-чемпіоном і своїм регулярним опонентом у 2000-х роках. Після цього Монсон отримав право змагатись за титул чемпіона світу зі змішаних єдиноборств за версією UFC, що на той час належав Тіму Сильвії. Монсон провів проти Сильвії повний п'ятираундовий бій, перевагу в якому за одностайним рішенням суддів отримав діючий чемпіон. Монсон залишив UFC.
У 2007 році Монсон виступив у Японії, на останньому в історії турнірі чемпіонату Pride, де переміг популярного японського бійця Кадзуюкі Фудзіту. В тому ж році Монсон зазнав важкої поразки: чемпіон світу з вале тудо Педру Різзу нокаутував Монсона у боротьбі за чемпіонський титул локальної федерації в США.
У 2008 – 2009 роках Монсон здобув низку важливих перемог. Протягом 2008 року він переміг двох екс-чемпіонів з греплінгу за версією ADCC — Марка Керра та Рікко Родрігеса. У 2009 році Джефф записав в свій професійний рекорд перемоги на рейтинговими важковаговиками Сергієм Харитоновим та Роєм Нельсоном, а також провів декілька боїв низької значущості. Поразок завдали Монсону опальний екс-чемпіон UFC Джош Барнетт та, вдруге, Педру Різзу (обидва бої Джефф програв за рішенням суддів).
З 2010 року рівень спортивної опозиції Монсона помітно знижується: він рідко виступав  проти бійців високого рейтингу; натомість, Джефф часто перемагав і у певний момент мав серію з 8 перемог поспіль. У 2011 році «Сніговик» провів два значимих поєдинки: перший мав статус альтернативної (запасний склад) гілки Гран-прі Strikeforce, у якому Монсон виступив проти олімпійця і майбутнього чемпіона світу Деніела Корм'є; другий поєдинок, проти Федора Ємельяненка, мав статус головного бою турніру M-1 Global. Обидва бої Монсон програв за рішенням суддів. У Москві, після бою проти Ємельяненка, мав місце інцидент, який отримав широкий світовий розголос: прем'єр-міністр Росії Володимир Путін, який вийшов привітати переможця поєдинку, був освистаний натовпом.
Найневдалішим у кар'єрі Монсона став 2013 рік. Джефф програв 4 поєдинки поспіль, в т.ч. 3 з них — достроково. Уперше за 14 років він, титулований греплер, програв підкоренням — на турнірі у Харкові його здолав Олексій Олійник. Після завершення спортивного турне по Європі і Азії, на першому за два роки виступі у США, Монсон програв Майку Хейзу, який нокаутував ветерана круговим хай-кіком.
Джеффрі Монсон, провівши понад 60 боїв за правилами MMA, продовжує професійну бійцівську кар'єру.

## Особисте життя
Монсон одружений вдруге. Має двох дітей від першого шлюбу.
Джефф захоплюється татуюванням. На його тілі багато татуювань різноманітної тематики: релігійна, окультна та анархічна символіка, надписи кількома мовами, зокрема англійською, японською та російською. Деякі мають глибокий філософський зміст, деякі за його власними словами, «зроблені для приколу».  Монсона називають в числі найтитулованіших спортсменів світу.

### Переконання
Джефф Монсон називає себе анархістом. Так він визначає свої погляди: «Я анархіст, той, хто хоче покінчити з класовою ієрархією в суспільстві і тим, що породжує таку нерівність». Монсон є активістом анархічних та правозахисних об'єднань, він неодноразово притягався до відповідальності за участь у несанкціонованих акціях протесту.
10 вересня 2016 року Джефф Монсон отримав паспорт самопроголошеної «Луганської народної республіки». Церемонія вручення паспорту відбулася на концерті в Луганську, присвяченому 221-й річниці заснування міста. Паспорт вручив Монсону глава «ЛНР» Ігор Плотницький.

## Спортивні досягнення

### Греплінг
| Рік  | Місце проведення                     | Подія                          | Дисципліна                              | Місце |
| ---- | ------------------------------------ | ------------------------------ | --------------------------------------- | ----- |
| 2012 | Краків, Польща                       | Чемпіонат світу (версія FILA)  | Греплінг, важка вага (понад 100 кг)     |       |
| 2009 | Барселона, Іспанія                   | Чемпіонат світу (версія ADCC)  | Греплінг, важка вага (понад 99 кг)      |       |
| 2008 | Люцерн, Швейцарія                    | Чемпіонат світу (версія FILA)  | Греплінг, важка вага (92-125 кг)        |       |
| 2007 | Карсон, Сполучені Штати Америки      | Чемпіонат світу (версія IBJJF) | Греплінг, важка вага (понад 97 кг)      |       |
| 2007 | Карсон, Сполучені Штати Америки      | Чемпіонат світу (версія IBJJF) | Греплінг, вільна вага                   |       |
| 2005 | Лонг-Біч, Сполучені Штати Америки    | Чемпіонат світу (версія ADCC)  | Греплінг, важка вага (понад 99 кг)      |       |
| 2001 | Абу-Дабі, Об'єднані Арабські Емірати | Чемпіонат світу (версія ADCC)  | Греплінг, напівважка вага (понад 99 кг) |       |
| 2000 | Абу-Дабі, Об'єднані Арабські Емірати | Чемпіонат світу (версія ADCC)  | Греплінг, напівважка вага (88-99 кг)    |       |
| 1999 | Абу-Дабі, Об'єднані Арабські Емірати | Чемпіонат світу (версія ADCC)  | Греплінг, напівважка вага (88-99 кг)    |       |

### Змішані бойові мистецтва
| Результат | Противник             | Спосіб                                         | Раунд | Час   | Дата              | Місце                      | Подія                             | Примітки                                                |
| --------- | --------------------- | ---------------------------------------------- | ----- | ----- | ----------------- | -------------------------- | --------------------------------- | ------------------------------------------------------- |
| Поразка   | Майк Хейз             | Технічний нокаут (удар ногою і удари кулаками) | 3     | 3:11  | 2 листопада 2013  | Кент, США                  | «CWC 9»                           |                                                         |
| Поразка   | Сатосі Ісії           | Рішення суддів (одностайне)                    | 3     | 5:00  | 20 жовтня 2013    | Санкт-Петербург, Росія     | «M-1 Challenge 42»                |                                                         |
| Поразка   | Олексій Олійник       | Підкорення (задушення руками)                  | 2     | 3:28  | 20 червня 2013    | Харків, Україна            | «Oplot Challenge 67»              |                                                         |
| Поразка   | Маґомед Маліков       | Технічний нокаут (рішення лікаря)              | 2     | 2:58  | 8 червня 2013     | Джейрах, Росія             | «M-1 Challenge 40»                |                                                         |
| Перемога  | Дражен Форґач         | Технічний нокаут (травма)                      | 2     | 0:58  | 9 березня 2013    | Женева, Швейцарія          | «Road FC 10»                      |                                                         |
| Перемога  | Тон Кук Кан           | Рішення суддів (одностайне)                    | 3     | 5:00  | 24 листопада 2012 | Пусан, Південна Корея      | «Road FC 10»                      |                                                         |
| Перемога  | Олександр Ємельяненко | Підкорення (удушення руками)                   | 2     | 3:17  | 16 листопада 2012 | Санкт-Петербург, Росія     | «M-1 Challenge 35»                |                                                         |
| Перемога  | Денис Комкін          | Підкорення (удушення руками)                   | 1     | 1:58  | 21 червня 2012    | Санкт-Петербург, Росія     | «M-1 Global: Fedor vs. Rizzo»     |                                                         |
| Перемога  | Джим Йорк             | Рішення суддів (одностайне)                    | 3     | 5:00  | 18 травня 2012    | Сідней, Австралія          | «САС 21»                          |                                                         |
| Нічия     | Шабан Ка              | Рішення суддів (одностайне)                    | 3     | 5:00  | 11 травня 2012    | Париж, Франція             | «100% Fight 11»                   |                                                         |
| Перемога  | Олексій Олійник       | Рішення суддів (роздільне)                     | 3     | 5:00  | 16 березня 2012   | Санкт-Петербург, Росія     | «M-1 Challenge 31»                |                                                         |
| Поразка   | Федір Ємельяненко     | Рішення суддів (одностайне)                    | 3     | 5:00  | 20 листопада 2011 | Москва, Росія              | «M-1 Global: Fedor vs. Monson»    |                                                         |
| Перемога  | Пол Тейлор            | Підкорення (удушення руками)                   | 1     | 4:20  | 30 квітня 2011    | Бірмінгем, Велика Британія | «Sprawl 'n' Brawl 8»              |                                                         |
| Поразка   | Деніел Корм'є         | Рішення суддів (одностайне)                    | 3     | 5:00  | 18 червня 2011    | Даллас, США                | «Strikeforce: Overeem vs. Werdum» |                                                         |
| Перемога  | Маро Перак            | Рішення суддів (одностайне)                    | 3     | 5:00  | 30 квітня 2011    | Женева, Швейцарія          | «SHC 4»                           |                                                         |
| Перемога  | Тоні Лопес            | Рішення суддів (одностайне)                    | 5     | 5:00  | 1 квітня 2011     | Форт-Лодердейл, США        | «Elite Fight Time 4»              |                                                         |
| Перемога  | Лі Мейн               | Підкорення (удушення руками)                   | 1     | 3:31  | 7 січня 2011      | Вінніпег, Канада           | «CFM 1»                           |                                                         |
| Перемога  | Сергій Шемєтов        | Підкорення (больовий прийом на руку)           | 1     | 4:09  | 9 листопада 2010  | Тель-Авів, Ізраїль         | «Israel FC: Genesis»              |                                                         |
| Перемога  | Тревіс Фултон         | Підкорення (больовий прийом на руку)           | 1     | 4:40  | 23 жовтня 2010    | Помпано-Біч, США           | «Elite Fight Time 2»              |                                                         |
| Перемога  | Дейв Кіллі            | Підкорення (удушення руками)                   | 1     | 1:41  | 4 вересня 2010    | Ланкашир, Велика Британія  | «KUMMA 5»                         |                                                         |
| Перемога  | Джейсон Ґуіда         | Підкорення (удушення руками)                   | 2     | 3:04  | 21 серпня 2010    | Помпано-Біч, США           | «Elite Fight Time 1»              |                                                         |
| Перемога  | Убіратан Марінью Ліма | Рішення суддів (одностайне)                    | 3     | 5:00  | 10 липня 2010     | Брисбен, Австралія         | «Impact FC 1»                     |                                                         |
| Поразка   | Шаміль Абдурахімов    | Рішення суддів (переважне)                     | 3     | 5:00  | 14 травня 2010    | Абу-Дабі, ОАЕ              | «ADFC 1»                          |                                                         |
| Поразка   | Тревіс В'юфф          | Рішення суддів (роздільне)                     | 3     | 5:00  | 24 квітня 2010    | Міннеаполіс, США           | «Mayhem in Minneapolis»           |                                                         |
| Перемога  | Франсіску Нонату      | Підкорення (удушення руками)                   | 1     | 2:27  | 3 березня 2010    | Париж, Франція             | «100% Fight 2»                    |                                                         |
| Перемога  | Джон Браун            | Рішення суддів (роздільне)                     | 3     | 5:00  | 16 січня 2010     | Талса, США                 | «New Year's Revolution»           |                                                         |
| Поразка   | Педру Різзу           | Рішення суддів (одностайне)                    | 3     | 5:00  | 12 вересня 2009   | Ріо-де-Жанейро, Бразилія   | «Bitetti Combat 4»                |                                                         |
| Перемога  | Джиммі Ембріз         | Підкорення (удушення руками)                   | 1     | 1:09  | 11 липня 2009     | Мехіко, Мексика            | «Total Combat 33»                 |                                                         |
| Перемога  | Сергій Харитонов      | Підкорення (удушення руками)                   | 1     | 1:42  | 5 квітня 2009     | Наґоя, Японія              | «Dream 8»                         |                                                         |
| Перемога  | Сергій Маслобоєв      | Підкорення (удушення руками)                   | 2     | 2:30  | 29 березня 2009   | Белфаст, Велика Британія   | «CWC 11»                          |                                                         |
| Перемога  | Рой Нельсон           | Рішення суддів (одностайне)                    | 3     | 5:00  | 21 березня 2009   | Пенсакола, США             | «March Badness»                   |                                                         |
| Перемога  | Рікко Родрігес        | Рішення суддів (одностайне)                    | 3     | 5:00  | 13 грудня 2008    | Маямі, США                 | «MFA 1»                           |                                                         |
| Перемога  | Джиммі Ембріз         | Підкорення (удушення руками)                   | 1     | 1:50  | 11 жовтня 2008    | Нью-Таун, США              | «Extreme Beatdown 3»              |                                                         |
| Перемога  | Марк Керр             | Підкорення (удушення руками)                   | 1     | 3:17  | 27 вересня 2008   | Конкорд, США               | «VFC 1»                           |                                                         |
| Поразка   | Джош Барнетт          | Рішення суддів (одностайне)                    | 3     | 5:00  | 18 травня 2008    | Токіо, Японія              | «Sengoku 2»                       |                                                         |
| Перемога  | Хакім Ґурам           | Рішення суддів (одностайне)                    | 3     | 5:00  | 9 грудня 2007     | Кесон-Сіті, Філіппіни      | «PFP: Ring of Fire»               |                                                         |
| Поразка   | Педру Різзу           | Технічний нокаут (удари кулаками)              | 3     | 2:40  | 1 вересня 2007    | Даллас, США                | «Art of War 3»                    |                                                         |
| Перемога  | Кадзуюкі Фудзіта      | Підкорення (удушення руками)                   | 1     | 6:37  | 8 квітня 2007     | Сайтама, Японія            | «Pride 34»                        |                                                         |
| Поразка   | Тім Сильвія           | Рішення суддів (одностайне)                    | 5     | 5:00  | 18 листопада 2006 | Сакраменто, США            | «UFC 65»                          | Бій за титул чемпіона світу у важкій ваговій категорії. |
| Перемога  | Ентоні Перош          | Технічний нокаут (удари кулаками)              | 1     | 2:43  | 8 липня 2006      | Лас-Вегас, США             | «UFC 61»                          | Виграв премію «Нокаут вечора».                          |
| Перемога  | Марсіу Крус           | Рішення суддів (роздільне)                     | 3     | 5:00  | 15 квітня 2006    | Анахайм, США               | «UFC 59»                          |                                                         |
| Перемога  | Бренден Лі Хінкл      | Технічне підкорення (удушення руками)          | 1     | 4:35  | 4 лютого 2006     | Лас-Вегас, США             | «UFC 57»                          | Виграв премію «Підкорення вечора».                      |
| Перемога  | Марк Еммануель        | Підкорення (удушення руками)                   | 1     | 0:58  | 26 листопада 2005 | Ковентрі, Велика Британія  | «CWFC Strike Force 4»             |                                                         |
| Перемога  | Девін Коул            | Рішення суддів (одностайне)                    | 3     | 5:00  | 15 жовтня 2005    | Портленд, США              | «XFC 3»                           |                                                         |
| Перемога  | Джей Вайт             | Підкорення (удушення руками)                   | 1     | 1:21  | 16 вересня 2005   | Портленд, США              | «SportFight 12»                   |                                                         |
| Перемога  | Річ Вілсон            | Підкорення (больовий прийом на руку)           | 1     | 1:56  | 2 липня 2005      | Гонолулу, США              | «Extreme Wars»                    |                                                         |
| Перемога  | Тенгіз Тедорадзе      | Підкорення (удушення руками)                   | 1     | 1:59  | 30 квітня 2005    | Шеффілд, Велика Британія   | «CWFC 10»                         |                                                         |
| Перемога  | Джей Вайт             | Підкорення (травма)                            | 1     | 4:07  | 26 лютого 2005    | Атлантик-Сіті, США         | «Euphoria MFC 3»                  |                                                         |
| Перемога  | Браян Стромберг       | Підкорення (удушення руками)                   | 1     |       | 8 січня 2005      | Грешем, США                | «SportFight 8»                    |                                                         |
| Перемога  | Тенгіз Тедорадзе      | Підкорення (удушення руками)                   | 1     | 3:51  | 18 грудня 2004    | Шеффілд, Велика Британія   | «CWFC 9»                          |                                                         |
| Перемога  | Пет Стено             | Технічний нокаут (удар коліном)                | 2     | 3:11  | 16 жовтня 2004    | Гаммонд, США               | «Euphoria MFC 2»                  |                                                         |
| Перемога  | Карлус Клайтун        | Рішення суддів (одностайне)                    | 3     | 5:00  | 28 серпня 2004    | Ріо-де-Жанейро, Бразилія   | «AFC: Brazil»                     |                                                         |
| Перемога  | Дон Річардс           | Підкорення (удушення руками)                   | 2     | 2:25  | 5 червня 2004     | Гаммонд, США               | «IHC 7»                           |                                                         |
| Перемога  | Джо Най               | Підкорення (удушення руками)                   | 1     | 3:02  | 16 серпня 2003    | Тонтон, США                | «Mass Destruction 12»             |                                                         |
| Перемога  | Майк Ділейні          | Підкорення (удушення руками)                   | 1     | 4:27  | 19 липня 2003     | Форт-Лодердейл, США        | «AFC 4»                           |                                                         |
| Поразка   | Форрест Гріффін       | Рішення суддів (одностайне)                    | 4     | 4:00  | 29 червня 2002    | Маріетта, США              | «WEFC 1»                          |                                                         |
| Поразка   | Рікко Родрігес        | Технічний нокаут (удари кулаками)              | 3     | 3:00  | 11 січня 2002     | Анкасвіль, США             | «UFC 35»                          |                                                         |
| Перемога  | Роман Ройтберг        | Підкорення (удушення руками)                   | 1     |       | 21 липня 2001     | Рочестер, США              | «AMC 6»                           |                                                         |
| Поразка   | Чак Лідделл           | Рішення суддів (одностайне)                    | 3     | 5:00  | 16 грудня 2000    | Індіанаполіс, США          | «UFC 29»                          |                                                         |
| Перемога  | Тім Лейсік            | Рішення суддів (одностайне)                    | 2     | 5:00  | 22 вересня 2000   | Новий Орлеан, США          | «UFC 27»                          |                                                         |
| Перемога  | Боб Гілстреп          | Рішення суддів (одностайне)                    | 3     | 5:00  | 29 липня 2000     | Рочестер, США              | «AMC 5»                           |                                                         |
| Поразка   | Девід Додд            | Підкорення (больовий прийом на руку)           | 1     | 0:46  | 2 квітня 1999     | Індіанаполіс, США          | «Extreme Challenge 23»            |                                                         |
| Перемога  | Джон Ренфро           | Рішення суддів (одностайне)                    | 3     | 5:00  | 1 березня 1999    | Веначі, США                | «URC 1»                           |                                                         |
| Поразка   | Том Соер              | Підкорення (удушення руками)                   | 1     | 3:47  | 22 серпня 1998    | Давенпорт, США             | «Extreme Challenge 20»            |                                                         |
| Перемога  | Джон Ренфро           | Підкорення (удари кулаками)                    | 1     | 2:45  | 2 серпня 1998     | Ванкувер, Канада           | «UWC 1»                           |                                                         |
| Перемога  | Сай Кросс             | Підкорення (удушення руками)                   | 1     | 3:47  | 14 березня 1998   | Лінвуд, США                | «UFCF: Night of Champions»        |                                                         |
| Перемога  | Лютер Норберг         | Рішення суддів (одностайне)                    | 1     | 10:00 | 21 листопада 1997 |                            | «UFCF: Gladiators»                |                                                         |